# Hakaiju
Hakaiju (ハカイジュウ, Hakaijū) est un shōnen manga de type horreur-fantastique écrit et dessiné par Shingo Honda. Il est prépublié entre avril 2010 et juin 2014 dans le magazine Monthly Shōnen Champion de l'éditeur Akita Shoten et a été compilé en treize tomes. La version française est éditée par Tonkam depuis novembre 2011. Une seconde saison est publiée entre décembre 2014 et juin 2017 dans le même magazine. Cette saison n'est pas éditée en version française.

## Synopsis
L'histoire prend place dans le quartier de Tachigawa à Tokyo. Alors que Akira était dans la réserve du gymnase de son lycée pour préparer l'entrainement de son équipe de basket-ball, un très violent tremblement de terre se déclenche. À son réveil, Akira est entouré des cadavres de ses camarades de classe et retrouve la présidente des délégués de son lycée, ensemble, ils sortent à l'extérieur, et découvrent que toute la ville de Tokyo est envahie par d'horribles et mystérieux monstres.
Leur quotidien se résume alors en un seul mot : survivre.

## Personnages
Akira Takashiro
Eiji Kûdo (久遠瑛士, Kudō Eiji)
Le meilleur ami et plus grand rival d'Akira. Tous les devaient, avant le tremblement de terre, disputer un match de basket-ball pour décider duquel des deux irait déclarer sa flamme à leur amie d'enfance, Miku. Après le tremblement de terre, Akira retrouve le bras de son ami, et en conclut qu'il est certainement mort, bien que ce ne soit pas explicitement dit dans le manga.
Les monstres
Considérés comme les principaux antagonistes du manga (avec Akira et ses amis), leurs origines et leurs motivations restent à ce jour inconnues. Le bestiaire créé par Honda se révèle très varié, du ver cyclopéen long de plusieurs centaines de mètres et munis de centaines de "bras" complétés par des mâchoires, au colosse haute comme un gratte-ciel, passant par le bipède couvert de pustules munis de lames à la place des mains. Pour l'heure, une douzaine de créatures ont été montrés, toutes extrêmement agressives.

## Manga
La série a débuté en avril 2010 dans le magazine Monthly Shōnen Champion, et le premier volume relié est publié le 6 août 2010 par l'éditeur Akita Shoten. La série compte un total de treize volumes. La version française est éditée par Tonkam. La série est également éditée en Italie par GP Manga.
Une seconde saison a débuté en décembre 2014 dans le même magazine. Le dernier chapitre est publié le 6 juin 2017. L'éditeur français ne publie pas cette partie en raison des ventes décevantes de la première.
Un clip promotionnel du manga a été réalisé par Hajime Ôata et Kiyotaka Taguchi sur le site officiel du film d'horreur Henge.
Une série dérivée de trois chapitres nommée Hakaiju: Another Side est également sortie.

### Liste des volumes
| no                                                                                             | Japonais        | Japonais          | Français          | Français          |
| no                                                                                             | Date de sortie  | ISBN              | Date de sortie    | ISBN              |
| ---------------------------------------------------------------------------------------------- | --------------- | ----------------- | ----------------- | ----------------- |
| 1                                                                                              | 6 août 2010     | 978-4-253-20424-8 | 2 novembre 2011   | 978-2-7595-0718-4 |
| Liste des chapitres : - Chapitre 1 : Le futur est... - Chapitre 2 : Eux - Chapitre 3 : Le trou |                 |                   |                   |                   |
| 2                                                                                              | 8 novembre 2010 | 978-4-253-20425-5 | 4 janvier 2012    | 978-2-7595-0780-1 |
| 3                                                                                              | 8 mars 2011     | 978-4-253-20426-2 | 1er mars 2012     | 978-2-7595-0781-8 |
| 4                                                                                              | 8 juillet 2011  | 978-4-253-20427-9 | 25 mai 2012       | 978-2-7595-0782-5 |
| 5                                                                                              | 8 novembre 2011 | 978-4-253-20428-6 | 4 juillet 2012    | 978-2-7595-0783-2 |
| 6                                                                                              | 8 mars 2012     | 978-4-253-20429-3 | 26 septembre 2012 | 978-2-7595-0784-9 |
| 7                                                                                              | 6 juillet 2012  | 978-4-253-20449-1 | 28 novembre 2012  | 978-2-7595-0785-6 |
| 8                                                                                              | 8 novembre 2012 | 978-4-253-20450-7 | 5 juin 2013       | 978-2-7595-1037-5 |
| 9                                                                                              | 8 mars 2013     | 978-4-253-20451-4 | 11 septembre 2013 | 978-2-7595-1038-2 |
| 10                                                                                             | 8 juillet 2013  | 978-4-253-20452-1 | 12 février 2014   | 978-2-7560-5537-4 |
| 11                                                                                             | 8 novembre 2013 | 978-4-253-20459-0 | 25 juin 2014      | 978-2-7560-6127-6 |
| 12                                                                                             | 7 mars 2014     | 978-4-253-20460-6 | 9 septembre 2015  | 978-2-7560-7201-2 |
| 13                                                                                             | 8 juillet 2014  | 978-4-253-20468-2 | 3 février 2016    | 978-2-7560-7209-8 |
| 14                                                                                             | 6 mars 2015     | 978-4-253-20469-9 |                   |                   |
| 15                                                                                             | 8 juillet 2015  | 978-4-253-20470-5 |                   |                   |
| 16                                                                                             | 6 novembre 2015 | 978-4-253-22671-4 |                   |                   |
| 17                                                                                             | 8 mars 2016     | 978-4-253-22672-1 |                   |                   |
| 18                                                                                             | 8 juillet 2016  | 978-4-253-22673-8 |                   |                   |
| 19                                                                                             | 8 novembre 2016 | 978-4-253-22674-5 |                   |                   |
| 20                                                                                             | 8 mars 2017     | 978-4-253-22675-2 |                   |                   |
| 21                                                                                             | 7 juillet 2017  | 978-4-253-22676-9 |                   |                   |